# Świętojańsk
Świętojańsk (biał. Свентаянск, ros. Свентоянск) – wieś na Białorusi, w obwodzie grodzieńskim, w rejonie grodzieńskim, w sielsowiecie Hoża, nad Niemnem, który stanowi tu granicę państwowa z Litwą.
Po litewskiej stronie granicy znajduje się wieś o tej samej nazwie.

## Historia
Dawniej uroczysko w województwie trockim Rzeczypospolitej Obojga Narodów. W czasach zaborów w granicach Imperium Rosyjskiego, w guberni grodzieńskiej. W dwudziestoleciu międzywojennym wieś leżała w Polsce, w województwie białostockim, w powiecie grodzieńskim, w gminie Porzecze, przy granicy z Litwą.
Według Powszechnego Spisu Ludności z 1921 roku zamieszkiwało tu 46 osób, wszystkie były wyznania rzymskokatolickiego. Jednocześnie 16 mieszkańców zadeklarowało polską przynależność narodową a 30 białoruską. Było tu 9 budynków mieszkalnych. Na południowy wschód od wsi znajdowała się leśniczówka o tej samej nazwie. W jednym budynku mieszkalnym zamieszkiwało tam 4 osoby narodowości białoruskiej.
Miejscowość należała do parafii rzymskokatolickiej w Przewałce i prawosławnej w Porzeczu. Podlegała pod Sąd Grodzki w Druskiennikach i Okręgowy w Grodnie; właściwy urząd pocztowy mieścił się w Druskiennikach.
W wyniku napaści ZSRR na Polskę we wrześniu 1939 miejscowość znalazła się pod okupacją sowiecką. 2 listopada została włączona do Białoruskiej SRR. 4 grudnia 1939 włączona do nowo utworzonego obwodu białostockiego. Od czerwca 1941 roku pod okupacją niemiecką. 22 lipca 1941 r. włączona w skład okręgu białostockiego III Rzeszy. W 1944 miejscowość została ponownie zajęta przez wojska sowieckie i włączona do obwodu grodzieńskiego Białoruskiej SRR.
Od 1991 w strukturach administracyjnych Białorusi.